# وصف الأعراق البشرية الرقمي
علم وصف الأعراق البشرية (إثنوغرافيا) السيبراني ، المعروف أيضًا باسم وصف الأعراق البشرية الافتراضي أو الرقمي ، والأكثر شيوعًا وصف الأعراق البشرية عبر الإنترنت ، هو طريقة بحث عبر الإنترنت ومنهجية تكيف أساليب وصف الأعراق التقليدي لدراسة المجتمعات والثقافات التي تم إنشاؤها من خلال التفاعل الاجتماعي بوساطة تكنولوجيا الكمبيوتر والانترنت. يستخدم وصف الأعراق عبر الإنترنت على نطاق واسع تعديلات لمصطلح وصف الأعراق ووصف الأعراق السيبرانية أو وصف الأعراق عبر الإنترنت ووصف الأعراق الافتراضي (بالإضافة إلى العديد من اللاهوتيات المنهجية الأخرى) تحدد اختلافات معينة فيما يتعلق بإجراء البحث الميداني عبر الإنترنت الذي يتكيف مع منهجية وصف الأعراق. لا يوجد نهج موحد معترف به للإثنوغرافيا السيبرانية يصف كيفية تكييف وصف الأعراق مع البحث عبر الإنترنت. بدلاً من ذلك، يُترك الأمر للباحثون لتحديد عمليات التكيف الخاصة والمناسبة لهم. Netnography هو شكل آخر من أشكال وصف الأعراق عبر الإنترنت أو وصف الأعراق السيبرانية مع مجموعات أكثر تحديدًا من المبادئ التوجيهية والقواعد، ويوجد بها قاعدة مشتركة متعددة التخصصات من الأدب والعلماء. لا تتناول هذه المقالة نيولوجيا معينة، ولكن توضح التطبيق العام للأساليب وصف الأعراق للعمل الميداني عبر الإنترنت كما يمارسه علماء الأنثروبولوجيا وعلماء الاجتماع وغيرهم من العلماء.

## المقدمة
تلاحظ دراسة وصف الأعراق التقليدية التفاعلات بين الأفراد المشتركين في نفس الموقع. يوسع وصف الأعراق للثقافات والمجتمعات عبر الإنترنت الدراسة وصف الأعراق لتشمل الإماكن حيث يتم التوسط في التفاعلات التكنولوجية، وليس وجهًا لوجه. وبالتالي، تتعامل وصف الأعراق السيبرانية مع قيود المفهوم التقليدي لموقع ميداني كمساحة محلية. كما أنها تدرك أن المجتمعات عبر الإنترنت يمكن أن تخلق ثقافة مشتركة من خلال التفاعلات التي تتم عبر الإنترنت وبوساطة رقمية. على الرغم من أن كان هناك تنازع على العمل الميداني الإثنوغرافي وإِمكانيّة تطبيقه بشكل مفيد لدراسة التفاعلات التي تتم بواسطة الكمبيوتر،  ولكن فقد أصبح مقبولًا بشكل متزايد.
مثل باحثي الإنترنت الأوائل، لاحظ الأثنوغرافريين الإلكترونيون الأوائل مثل ساندي ستون وشيري توركلي أن المشاركين في مجتمعات لعب الأدوار عبر الإنترنت يسنون تصرفات وعروض اجتماعية يمكن أن تختلف بشكل كبير عن شخصياتهم وتصرفاتهم في المجتمع (خارج الإنترنت). أدى هذا إلى فكرة أنه يمكن تقسيم الهويات عبر الإنترنت من الهويات غير المتصلة بالإنترنت. كان يُنظر إلى وصف الأعراق الرقمي نظرة نوع جديد من المنهجية التي قد تكشف تغييروتأثر المجتمع بالانترنت بشكل جذري. ومع ذلك، عندما أصبح الإنترنت شائعاً سعى علماء الاثنوغرافيا الرقمية للحصول علي الشرعية، وأعيد صياغة وصف الأعراق الرقمي على أنها فقط تكيف الأساليب الاثنوغرافيا التقليدية في سياق جديد أونلاين. لا يزال فهم الدرجة التي تعكس فيها العروض المتباينة في الإعدادات عبر الإنترنت وفي وضع أوفلاين (غير متصل بالانترنت) تجزئة الهوية أو الهوية المستمرة التي يتم تنفيذها بشكل مختلف في سياقات مختلفة اعتبارًا مهمًا للمتخصصين في علم الإنترنت.
تختلف العديد من الجوانب الأخرى للتفاعل وتشكيل المجتمع عبر الإنترنت أو عن طريق الكمبيوتر أو الافتراضية عن نظيراتها الشخصية أو الواقعية أو وجهاً لوجه. من أهم الملاحظات أن العديد من التفاعلات في المجتمعات عبر الإنترنت هي تفاعلات نصية.  في حين أن هذه النصوص تشبه فقط آثار التفاعل، إلا أنها تشكل التفاعلات التي تهم اختصاصي الفضاء الإلكتروني. إنها نوع مختلف من التفاعل حيث تكون لغة الجسد وأنواع أخرى من الإشارات والتفاعلات الاجتماعية غائبة أو مترجمة في هيئة نص وإشارات. [بحاجة لمصدر]
إن طبيعة ومستوى الوصول المتاح للباحثين في المجتمعات عبر الإنترنت تنطبق أيضًا على وصف الأعراق الرقمي. في حين أن التفاعلات وجهًا لوجه سريعة الزوال عند حدوثها، غالبًا ما يتم حفظ التفاعلات الاجتماعية عبر الإنترنت وأرشفتها تلقائيًا، مما يؤدي إلى إنشاء سجلات دقيقة دائمة. أيضًا، غالبًا ما تكون الفروق والتميز بين المساحة الخاصة والعامة غير واضحة في المجتمعات عبر الإنترنت.  محاولات وصف الأعراق الرقمي لتكييف إجراءات مراقبة المشاركين مثل جعلها كمدخل للثقافة، وجمع البيانات وتحليلها، وإجراء البحوث الأخلاقية على الظواهرالتي تتم بوساطة الكمبيوتر. [بحاجة لمصدر]
تطور علم وصف الأعراق الرقمي بشكل ملحوظ مع ظهور تقنيات جديدة. منذ بدايتها، عمل بعض الباحثين كمتعلمين وأجروا دراسات رصدية بحتة للثقافات والمجتمعات عبر الإنترنت بدلاً من كونهم مراقبين مشاركين في مجتمع عبر الإنترنت. تم انتقاد هذا النهج من قبل العلماء الذين يجادلون بأنه يجب على الباحثين المشاركة الكاملة كأعضاء في المجتمع عبر الإنترنت الذي يتم دراسته.  هؤلاء العلماء يقدرون المعايير وصف الأعراق التقليدي لملاحظة المشاركين، والمشاركة الطويلة، والانغماس العميق في المجتمع المدروس. غالبًا ما تهدف وصف الأعراق الرقمي، مثلها مثل وصف الأعراق التقليدي، إلى إنتاج وصف سميك  يمكن أن يساعد شخصًا غريبًا على فهم معنى السلوك في الثقافة أو المجتمع المدروس.  هذا التركيز على المشاركة والاندماج يجعل هذه الأساليب متميزة تمامًا عن طرق البحث النوعي على الإنترنت مثل المقابلات عبر الإنترنت وتحليل المحتوى عبر الإنترنت. تختلف الأساليب وصف الأعراق تمامًا عن طرق البحث الكمي على الإنترنت مثل تعدين استخدام الويب أو تحليل الشبكة الاجتماعية. لكن بعض الباحثين يكملون طرق البحث جنبًا إلى جنب مع علم الاثنوغرافيا الرقمية من أجل تثليث نتائجهم.

## نطاق المنهجية
بدأ علماء وصف الأعراق بدراسة الإنترنت بطرق مختلفة. تشير مجموعة متنوعة من المصطلحات إلى صيغ مختلفة من المناهج المنهجية للإثنوغرافيا الرقمية. يسعى العديد من هؤلاء العلماء إلى الحفاظ على حوارهم الخاص مع التقليد الراسخ للإثنوغرافيا. كل منها يصيغ علاقته بالتقاليد الأنثروبولوجية الراسخة بطرق مختلفة (وأحيانًا تكون غير متناسقة). يعتقد البعض أن وصف الأعراق التي تتم عبر الإنترنت تنطوي على نهج منهجي مميز. يعتقد البعض الآخر أن وصف الأعراق الرقمي ليست شكلاً مميزًا للإثنوغرافيا على الرغم من أن البحث في الإنترنت إثنوغرافيًا يجبرنا على التفكير في الافتراضات والمفاهيم الأساسية للإثنوغرافيا.
يجب ملائمة المنهجية بشكل مباشر مع نوع الأسئلة التي يسعى الباحث للإجابة عليها. تكمن الميزة الرئيسية للإثنوغرافيا الرقمية في نطاق وحجم البيانات المتاحة.   وتشمل المزايا الأخرى طلب مدخلات واسهامات مباشرةً من المشاركين. على سبيل المثال، يمكن أن يوفر نشر الملاحظات الميدانية الأولية على مدونة والسماح للمشاركين بترك تعليقات بكل شفافية. تسمح وصف الأعراق الرقمي أيضًا بمجموعة متنوعة من أنواع جمع البيانات، بما في ذلك التنسيقات السمعية والبصرية، على منصات متنوعة مثل مواقع الإنترنت والشبكات الاجتماعية والمنتديات.

### ملاحظة المشارك
من المهم أن ينظرالاثنوغرافيين الرقميين في ما إذا كانت التفاعلات عبر الإنترنت كافية لهم لتطويروالوصول لفهم عميق للمجتمع.  ليس من الواضح إذا كان يجب اعتبار أداء وتمثيل الهوية في البيئات عبر الإنترنت منفصلاً عن الهويات غير المتصلة بالإنترنت أم أنها استمرارية وتشبه الهويات غير المتصلة بالإنترنت. عندما يشعر الباحثون بضرورة فهم العلاقة بين هويات الأعضاء عبر الإنترنت وغير المتصلة بالإنترنت، فقد يسعون إلى مقابلة الافراد وجهًا لوجه.
يقترح عالم وصف الأعراق الحضري جيفري لين أنه قد يكون من الضروري بشكل متزايد دمج هويات الافراد عبر الإنترنت والغير متصلة بالانترنت معًا من أجل إنشاء صورة دقيقة وشمولية لحياة الشوارع الحضرية. يستعير مفهوم الدكتورة دانا بويد من «وسائل الإعلام الشبكية»، والتي هي «في نفس الوقت (1) المساحة التي تم إنشاؤها من خلال التقنيات المتصلة بالشبكة و (2) المجموعة المتخيلة التي تظهر نتيجة تقاطع الناس والتكنولوجيا والممارسة،» لتأطير حجته. قد تظهر التفاعلات التي تتم دون اتصال بالإنترنت طريقة واحدة للمراقب المشارك ولكن يتم وضعها في سياق إضافي عند فحص أشكال الاتصال عبر الإنترنت بين نفس الأطراف المشاركة في التفاعل دون اتصال. بنفس الطريقة، يمكن أن تؤثر المعلومات التي يتم إرسالها عبر الإنترنت بشكل كبير على الأنشطة التي تتم دون اتصال بالإنترنت. على سبيل المثال، يصادف أحد الافراد المدروسين مقطع فيديو على تويتر يشير إلى وقوع حوادث عنيفة في المنطقة. ورداً على ذلك، يرسل نصيًا إلى جميع جهات اتصاله ليكونوا حذرين ذلك المساء. من أجل الحفاظ على بناء شبكة عامة، يجب على الباحثين أن يأخذوا في الاعتبار هويات وأنشطة الأفراد عبر الإنترنت وخارجها. يقر لين أيضًا أنه ليس كل العلماء قد يتفقون مع حجته، ولكن سيتعين عليهم في نهاية المطاف مواجهة المشكلة مع استمرار وزيادة التقدم في التكنولوجيا.
ولكن، جادل الإثنوغرافيون بأن الاختلاف بين الهويات عبر الإنترنت وال غير متصلة بالانترنت يشبه أداء الهوية المختلفة التي تحدث في سياقات أخرى في الحياة.   ينظر هذا المنظور إلى قضايا الهوية في وصف الأعراق الرقمي على أنها متسقة مع بوصف الأعراق التقليدي. وبالتالي يجب على الباحثين التفكير في كيف يربط أعضاء المجتمع بأنفسهم عبر الإنترنت وبنفسهم الغير متصلة بالانترنت. إذا كان من الطبيعي أن يجمع أعضاء المجتمع هوياتهم عبر الإنترنت وفي وضع عدم الاتصال ويلتقون وجهًا لوجه، فمن المنطقي أنه يجب على الأثنوغرافي مراقبة أو المشاركة في هذه التفاعلات التي تتم دون اتصال بالإنترنت من أجل فهم المجتمع بالكامل كما فعلت شيري توركلي.
ومع ذلك، يعتقد العديد من الاثنوغرافيون الإلكترونيين بما في ذلك Hine و Walstrom أن ملاحظة المشاركين في الإعداد دون اتصال يمكن أن تكون متحيزة من خلال عدم التماثل بين الباحث والعضو أو الفرد.   وذلك لأن أعضاء المجتمع يعتمدون على الاتصال بوساطة الكمبيوتر، فقد يكونون في وضع غير مؤاتٍ للباحث الذي يفهم تفاعلاتهم عبر الإنترنت، ولكن يستخدم أيضًا التواصل وجهًا لوجه. كما هو الحال في كثير من الأحيان أن الباحثين مهتمون بفهم التفاعلات في السياق عبر الإنترنت وأن مقارنة الهوية عبر الإنترنت والهوية الغير المتصلة بالإنترنت ليست مهمة، وأن يمكن إجراء دراسات إثنوغرافية موثوقة في سياقات عبر الإنترنت فقط.

### محددات
إحدى العيوب الرئيسية للإثنوغرافيا عبر الإنترنت هي الحاجة إلى أن يمتلك الأثنوغرافي مهارات معينة لاستخدام التكنولوجيا. قد تتطلب بعض الدراسات مهارات الكمبيوتر الأساسية فقط، ولكن قد تتطلب دراسات أخرى معرفة متقدمة بالتقنيات والأدوات مثل التطبيقات القائمة على الويب والأدوات التحليلية وبرمجة الكمبيوتر. يميل تطوير مثل هذه التقنيات إلى النمو بشكل أسرع من المؤلفات المنهجية وبالتالي «لا يوجد إجماع كبير حول كيفية [جمع] البيانات الإعلامية الجديدة وتحليلها بشكل أفضل». 
يمكن أن تكون الطبيعة الزمنية للبيانات عبر الإنترنت مشكلة أيضًا. قد يتساءل علماء الإنترنت عن «ما هي بيانات الحاضر؟» يذكر روبنسون (2011) أنه في حالات مثل مقاطع فيديو YouTube والتعليقات اللاحقة، «يمكن تفسير الواقع السيبراني الحالي على أنه تراكم مستمر لجميع المدخلات السابقة من قبل الأعضاء أو المشاركين».  يحتاج علماء وصف الأعراق السيبراني أيضًا إلى التفكير في تحديد هويته وكيف يمكن «أن يصبح جزءًا من حلقة التغذية المرتدة مع أولئك الذين يدرسون» وما إذا كان يتجنب البيانات التي تم جمعها ونزاهتها أم لا الدراسة. وبالتالي، هناك حاجة لأن يكون علماء الإثنائيات الإلكترونية مرنين وانعكاسيين بشكل خاص في ممارستهم للإثنوغرافيا.
من القيود الأخرى على وصف الأعراق السيبراني أنها تعقد مسائل الخصوصية. على الرغم من أن الباحثين اضطروا دائمًا إلى أخذ الأشخاص الذين لم يكونوا في الأصل جزءًا من دراسة إثنوغرافية بعين الاعتبار، فإن علم وصف الأعراق السيبراني يسمح للباحثين برؤية «سجلات محددة لهذه الروابط والتفاعلات». ونتيجة لذلك، قد يضطر الباحثون إلى اتخاذ احتياطات إضافية عند طلب الإذن من الافراد الذين يتم دراستهم للمشاركة في أبحاثهم، وكذلك في إخفاء هويات الافراد المذكورين. 

## اعتبارات اخلاقية
إلى الحد الذي يكون فيه وصف الأعراق السيبراني مشابهًا للإثنوغرافيا في الفضاء المحلي، فإنه سيثير اعتبارات أخلاقية مماثلة. ومع ذلك، فإن طبيعة الفضاء عبر الإنترنت تثير قضايا أخلاقية جديدة، بما في ذلك تلك المتعلقة بالموافقة المستنيرة للمواد البشرية، وحماية الخصوصية أو عدم الكشف عن هوية الموضوعات البحثية، وما إذا كان وصف الأعراق السيبراني قد تكون شكلاً من أشكال «التنصت الإلكتروني». على الرغم من هذه الاختلافات، لم تقم الجمعية الأمريكية للأنثروبولوجيا بتضمين أي توصيات محددة بشأن وصف الأعراق السيبراني في مدونة الأخلاقيات الخاصة بها. 
وبالتالي، هناك قضايا أخلاقية مهمة حول استخدام الأدوات الرقمية، وجمع البيانات من الفضاء السيبراني، وما إذا كان اختصاصيو التخابر عبر الإنترنت يحترمون الخصوصية في الفضاء السيبراني. لا يعني بالضرورة أن موقع الويب غير محمي بكلمة مرور ضد الباحث أنه مساحة مفتوحة حيث يتحلل الحق في إخفاء الهوية والخصوصية. وهكذا، يصر روبنسون (2011) على أنه «إذا كانت هوياتنا في الفضاء السيبراني امتدادًا لهوياتنا غير المتصلة بالإنترنت، فيجب أن تُمنح نفس الاعتبار الأخلاقي الذي ستُعطى في العالم خارج الخط».
قد لا تكون لوحات المراجعة المؤسسية (IRBs) مجهزة للمعضلات الأخلاقية التي تقدمها وصف الأعراق السيبراني. يحتاج الباحثون إلى توضيح نواياهم وتحديد البيانات التي سيتم جمعها بشكل صحيح. عندما «يتربص» الباحثون من خلال المراقبة السرية وجمع البيانات، لا يحصلون على معرفة المشاركين وموافقتهم. يتعارض هذا مع الممارسة وصف الأعراق التقليدي للموافقة المستنيرة، حيث يحق للمشاركين التعرف على الدراسة قيد الدراسة واتخاذ قرار مستنير بشأن المشاركة أم لا. يواجه علماء وصف الأعراق الإلكتروني تحدي إبلاغ المشاركين بحضورهم وأنشطتهم البحثية دون تعريض قدرتهم على جمع البيانات الصحيحة للخطر. يوصي العلماء بتضمين ملاحظة في مشاركات الباحث التي تحدد اهتماماتهم البحثية وروابط لمزيد من المعلومات.  ومع ذلك، هذه الممارسة ممكنة فقط في بعض المساحات عبر الإنترنت، مثل المنتديات، ولكن ليس في أماكن أخرى.
قضية أخرى هي أن الابتكارات التكنولوجية وإمكانية البحث الجديد تفوق على إنشاء مبادئ توجيهية أخلاقية واضحة ومكيفة. ومع ذلك، توجد بعض الإرشادات ويتم تحديثها بانتظام من قبل جمعية باحثي الإنترنت (AoIR).
هناك قيود أخلاقية أخرى ومن عيوب محتملة للإثنوغرافية السيبرانية هي إخفاء الهوية المعقد للبيانات. غالبًا ما تتعارض حماية عدم الكشف عن هوية المشارك مع الحفاظ على كلمات المشاركين. على الرغم من أنه قد يتم الحصول على موافقة من المشاركين على جمع البيانات النصية واستخدامها ونشرها، إلا أن الاستخدام البسيط للأسماء المستعارة ليس كافياً في معظم الحالات لضمان عدم الكشف عن هوية البيانات. في الواقع، غالبًا ما يكون البحث عن اقتباسات مباشرة في بحث Google كافياً لتحديد المشاركين. يمكن لأي شخص الوصول إلى نتائج البحث التي تكشف عن المؤلف وهويته. للتخفيف من هذه المشكلة، يختار العديد من العلماء إعادة صياغة البيانات النصية لتجنب تحديد المصدر.   وبالتالي، «يجب إعادة النظر في المخاوف الأخلاقية في ضوء التقنيات الجديدة لكل من الموضوعات والباحثين على حد سواء». 

## روابط خارجية
- وصف الأعراق الافتراضية